# Mallotus japonicus
Espèce
Mallotus japonicus est une espèce de plantes à fleurs de la famille des Euphorbiaceae. Elle est trouvée en Chine, en Corée et au Japon.

## Usage
La plante sert à envelopper la nourriture au Japon (Akamegashiwa en Japonais).

## Chimie
La plante contient de la bergénine. Le péricarpe contient de la mallotophénone, du mallotochromène, de la mallophénone, de la mallotojaponine (un ellagitannin avec un motif d'acide valonéique), de l'isomallotochromène et du mallotochromane. L'écorce contient de la 11-O-galloylbergénine, de la 4-O-galloylbergénine et de la 11-O-galloyldéméthylbergénine, et les ellagitanins 1,2-di-O-galloyl-3,6-(R)-hexahydroxydiphénoyl-béta-D-glucose, 1-O-digalloyl-3,6-(R)-hexahydroxydiphénoyl-béta-D-glucose, 1-O-galloyl-2,4-élaeocarpusinoyl-3,6-(R)-valonéayl-beta-D-glucose (mallojaponine), 1-O-galloyl-2,4-élaeocarpusinoyl-béta-D-glucose (mallonine) et mallotusinine.

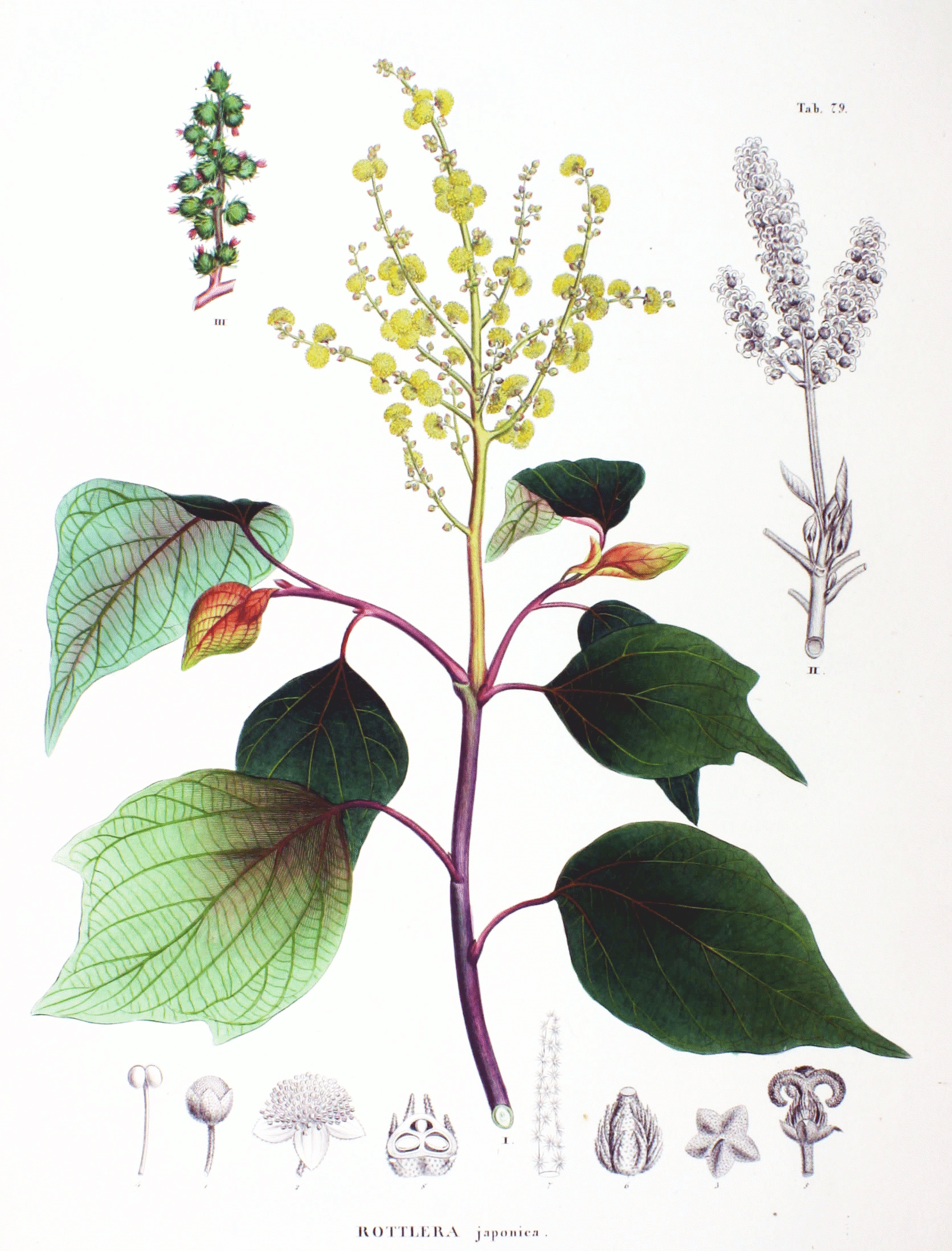
Mallotus japonicus. Planche de livre Flora Japonica (1834), Sectio Prima (Tafelband), 1870, par Philipp Franz von Siebold et Joseph Gerhard Zuccarini.
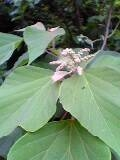
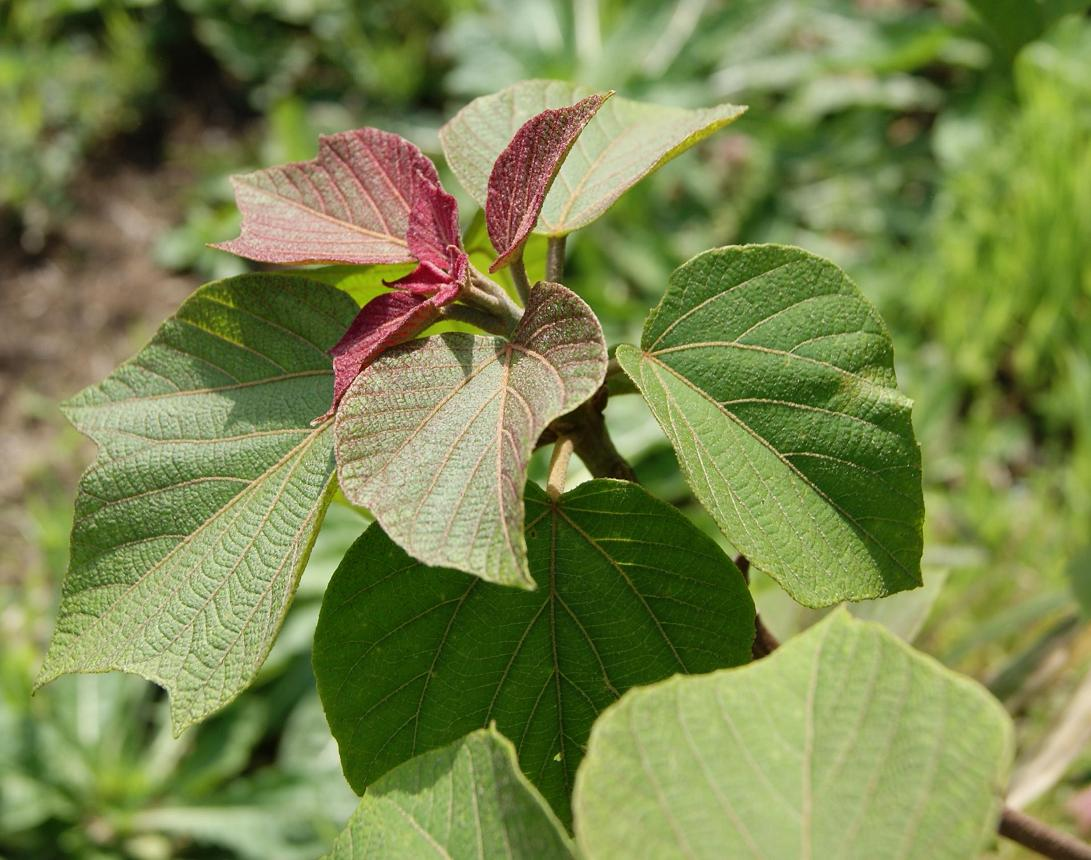
Jeune tige.
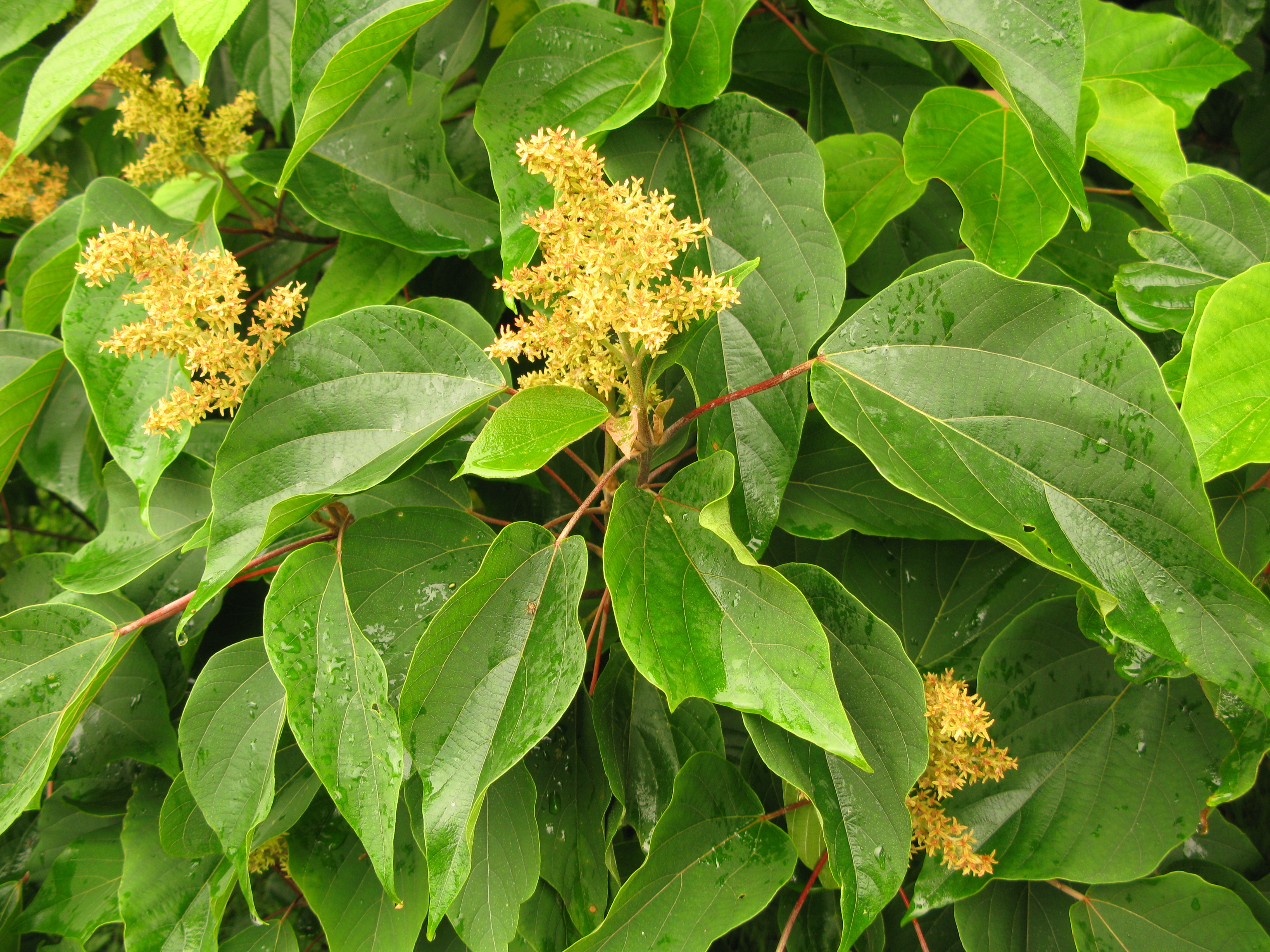
Fleurs femelles.
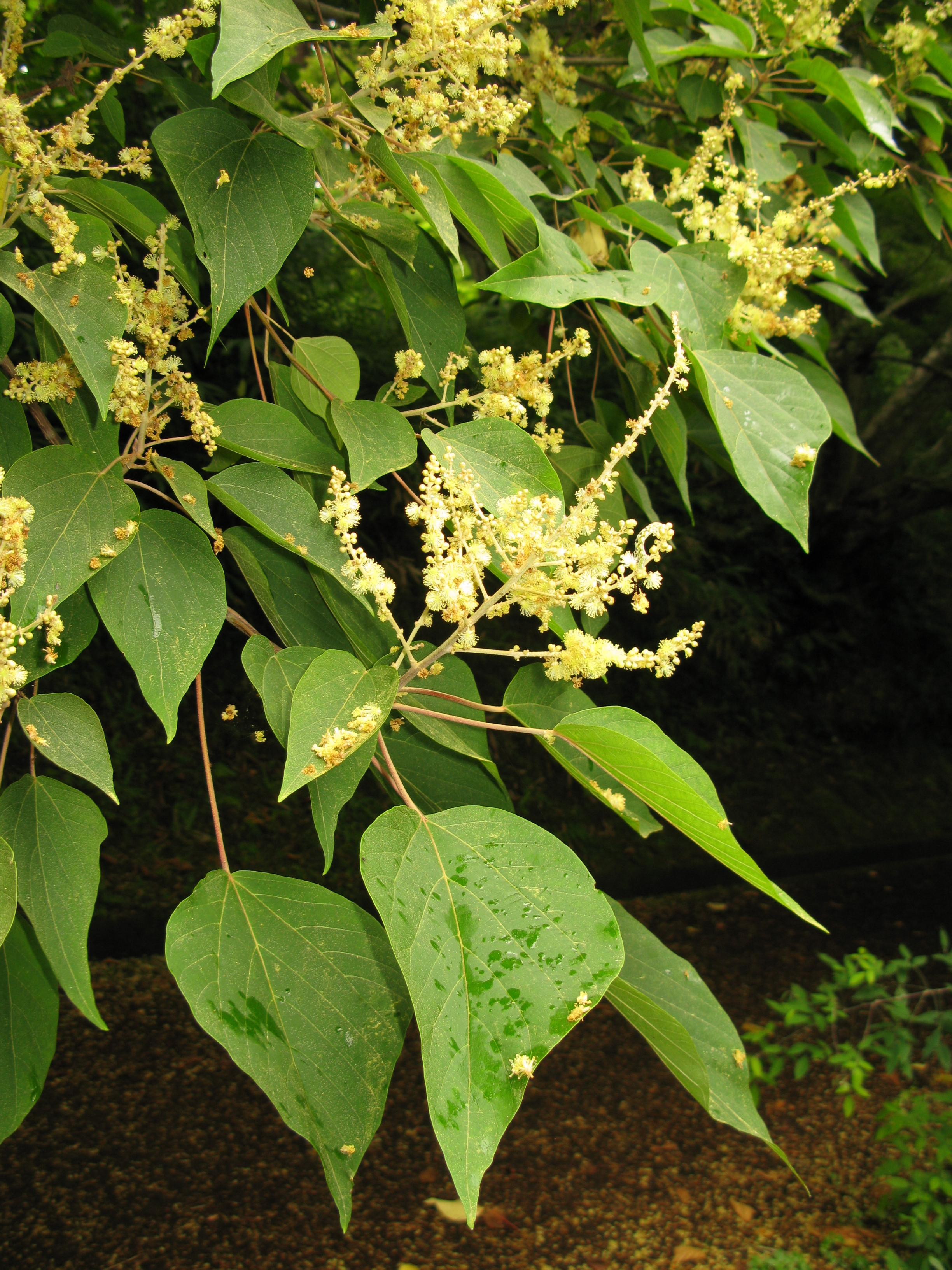
Fleurs mâles.
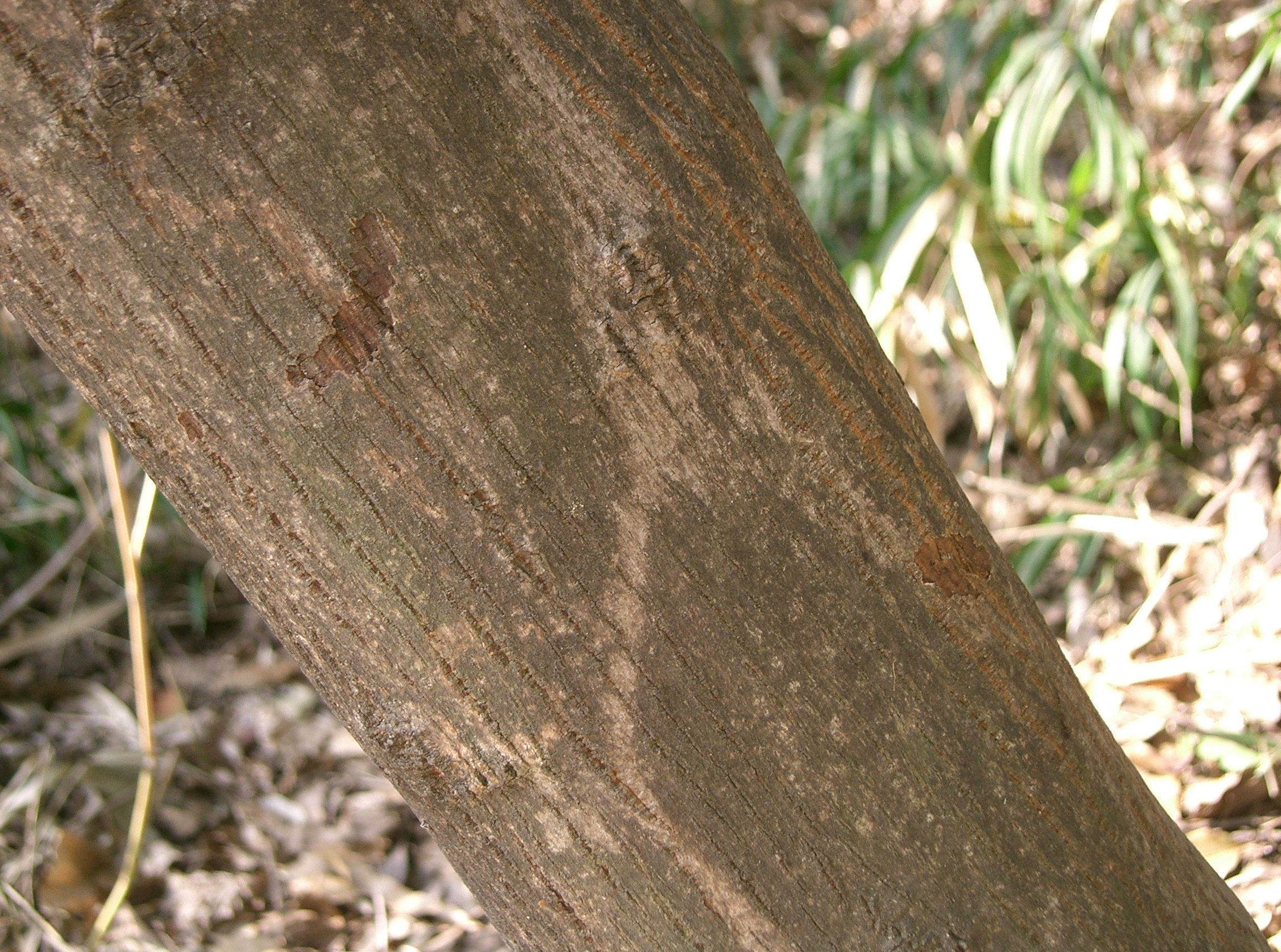
Écorce.